# Pithomictus emandibularis
Pithomictus emandibularis là một loài bọ cánh cứng trong họ Cerambycidae.